# جام طلایی کونکاکاف
جام طلایی کونکاکاف، مسابقات فوتبالی است که با شرکت تیم‌های عضو کونکاکاف (آمریکای شمالی، آمریکای مرکزی و کارائیب) برگزار می‌شود. پیش از آن بین سالهای ۱۹۶۳ تا ۱۹۸۹ مسابقات قهرمانی کونکاکاف برگزار می‌شد.
اولین دوره این مسابقات در سال ۱۹۹۱ میلادی برگزار شده و تیم ملی فوتبال مکزیک با ۹ قهرمانی پرافتخارترین تیم این تورنمنت است.

## تاریخچه مسابقات
بین سالهای ۱۹۴۱ تا ۱۹۶۱ مسابقاتی به نام مسابقات قهرمانی سی‌سی‌سی‌اف (CCCF Championship) شامل کشورهای آمریکای مرکزی و کارائیب و بین سالهای ۱۹۴۷ تا ۱۹۹۱ مسابقاتی به نام مسابقات قهرمانی ان‌ای‌اف‌سی (NAFC Championship) شامل کشورهای آمریکای شمالی برگزار می‌شد. در بین سالهای ۱۹۶۳ تا ۱۹۸۹ با ترکیب این دو جام مسابقاتی به نام مسابقات قهرمانی کونکاکاف (CONCACAF Championship) شامل کشورهای کونکاکاف تأسیس شد و در سال ۱۹۹۱ به مسابقات جام طلایی کونکاکاف (CONCACAF Gold Cup) تغییر نام داد.

## قهرمانان جام ملت‌های کونکاکاف

### قهرمانان مسابقات قهرمانی (CCCF)
- ۱۹۴۱ -  کاستاریکا
- ۱۹۴۳ -  السالوادور
- ۱۹۴۶ -  کاستاریکا
- ۱۹۴۸ -  کاستاریکا
- ۱۹۵۱ -  پاناما
- ۱۹۵۳ -  کاستاریکا
- ۱۹۵۵ -  کاستاریکا
- ۱۹۵۷ -  هائیتی
- ۱۹۶۰ -  کاستاریکا
- ۱۹۶۱ -  کاستاریکا

### قهرمانان مسابقات قهرمانی (NAFC)
- ۱۹۴۷ -  مکزیک
- ۱۹۴۹ -  مکزیک
- ۱۹۹۰ -  کانادا
- ۱۹۹۱ -  مکزیک

### قهرمانان مسابقات قهرمانی کونکاکاف
- ۱۹۶۳ -  کاستاریکا
- ۱۹۶۵ -  مکزیک
- ۱۹۶۷ -  گواتمالا
- ۱۹۶۹ -  کاستاریکا
- ۱۹۷۱ -  مکزیک
- ۱۹۷۳ -  هائیتی
- ۱۹۷۷ -  مکزیک
- ۱۹۸۱ -  هندوراس
- ۱۹۸۵ -  کانادا
- ۱۹۸۹ -  کاستاریکا

### قهرمانان جام طلایی کونکاکاف
- ۱۹۹۱ -  ایالات متحده آمریکا
- ۱۹۹۳ -  مکزیک
- ۱۹۹۶ -  مکزیک
- ۱۹۹۸ -  مکزیک
- ۲۰۰۰ -  کانادا
- ۲۰۰۲ -  ایالات متحده آمریکا
- ۲۰۰۳ -  مکزیک
- ۲۰۰۵ -  ایالات متحده آمریکا
- ۲۰۰۷ -  ایالات متحده آمریکا
- ۲۰۰۹ -  مکزیک
- ۲۰۱۱ -  مکزیک
- ۲۰۱۳ -  ایالات متحده آمریکا
- ۲۰۱۵ -  مکزیک
- ۲۰۱۷ -  ایالات متحده آمریکا
- ۲۰۱۹ -  مکزیک
- ۲۰۲۱ -  ایالات متحده آمریکا
- ۲۰۲۳ -  مکزیک

## نتایج مسابقات
| جام طلایی کونکاکاف | جام طلایی کونکاکاف                         | جام طلایی کونکاکاف    | جام طلایی کونکاکاف | جام طلایی کونکاکاف    | جام طلایی کونکاکاف             | جام طلایی کونکاکاف             | جام طلایی کونکاکاف             |
| سال                | میزبان                                     | فینال                 | فینال              | فینال                 | رده‌بندی                        | رده‌بندی                        | رده‌بندی                        |
| سال                | میزبان                                     | قهرمان                | نتیجه              | نایب قهرمان           | جایگاه سوم                     | نتیجه                          | جایگاه چهارم                   |
| ------------------ | ------------------------------------------ | --------------------- | ------------------ | --------------------- | ------------------------------ | ------------------------------ | ------------------------------ |
| ۱۹۹۱ جزئیات        | ایالات متحده آمریکا                        | · ایالات متحده آمریکا | ۰–۰ (و. ا) (۴–۳ پ) | · هندوراس             | · مکزیک                        | ۲–۰                            | · کاستاریکا                    |
| ۱۹۹۳ جزئیات        | ایالات متحده آمریکا · مکزیک                | · مکزیک               | ۴–۰                | · ایالات متحده آمریکا | کاستاریکا · جامائیکا           | ۱–۱ و. ا (1)                   |                                |
| ۱۹۹۶ جزئیات        | ایالات متحده آمریکا                        | · مکزیک               | ۲–۰                | · برزیل               | · ایالات متحده آمریکا          | ۳–۰                            | · گواتمالا                     |
| ۱۹۹۸ جزئیات        | ایالات متحده آمریکا                        | · مکزیک               | ۱–۰                | · ایالات متحده آمریکا | · برزیل                        | ۱–۰                            | · جامائیکا                     |
| ۲۰۰۰ جزئیات        | ایالات متحده آمریکا                        | · کانادا              | ۲–۰                | · کلمبیا              | برگزار نشد                     | برگزار نشد                     | برگزار نشد                     |
| ۲۰۰۰ جزئیات        | ایالات متحده آمریکا                        | · کانادا              | ۲–۰                | · کلمبیا              | پرو · ترینیداد و توباگو        |                                |                                |
| ۲۰۰۲ جزئیات        | ایالات متحده آمریکا                        | · ایالات متحده آمریکا | ۲–۰                | · کاستاریکا           | · کانادا                       | ۲–۱                            | · کرهٔ جنوبی                    |
| ۲۰۰۳ جزئیات        | ایالات متحده آمریکا · مکزیک                | · مکزیک               | ۱–۰ a.s.d.e.t.     | · برزیل               | · ایالات متحده آمریکا          | ۳–۲                            | · کاستاریکا                    |
| ۲۰۰۵ جزئیات        | ایالات متحده آمریکا                        | · ایالات متحده آمریکا | ۰–۰ (و. ا) (۳–۱ پ) | · پاناما              | برگزار نشد                     | برگزار نشد                     | برگزار نشد                     |
| ۲۰۰۵ جزئیات        | ایالات متحده آمریکا                        | · ایالات متحده آمریکا | ۰–۰ (و. ا) (۳–۱ پ) | · پاناما              | کلمبیا · هندوراس               |                                |                                |
| ۲۰۰۷ جزئیات        | ایالات متحده آمریکا                        | · ایالات متحده آمریکا | ۲–۱                | · مکزیک               | کانادا · گوادلوپ               | کانادا · گوادلوپ               | کانادا · گوادلوپ               |
| ۲۰۰۹ جزئیات        | ایالات متحده آمریکا                        | · مکزیک               | ۵–۰                | · ایالات متحده آمریکا | کاستاریکا · هندوراس            | کاستاریکا · هندوراس            | کاستاریکا · هندوراس            |
| ۲۰۱۱ جزئیات        | ایالات متحده آمریکا                        | · مکزیک               | ۴–۲                | · ایالات متحده آمریکا | هندوراس · پاناما               | هندوراس · پاناما               | هندوراس · پاناما               |
| ۲۰۱۳ جزئیات        | ایالات متحده آمریکا                        | · ایالات متحده آمریکا | ۱–۰                | · پاناما              | هندوراس · مکزیک                | هندوراس · مکزیک                | هندوراس · مکزیک                |
| ۲۰۱۵ جزئیات        | ایالات متحده آمریکا · کانادا               | · مکزیک               | ۳–۱                | · جامائیکا            | · پاناما                       | ۱–۱ و. ا (۳–۲ پ)               | · ایالات متحده آمریکا          |
| ۲۰۱۷ جزئیات        | ایالات متحده آمریکا                        | · ایالات متحده آمریکا | ۲–۱                | · جامائیکا            | برگزار نشد                     | برگزار نشد                     | برگزار نشد                     |
| ۲۰۱۷ جزئیات        | ایالات متحده آمریکا                        | · ایالات متحده آمریکا | ۲–۱                | · جامائیکا            | کاستاریکا · مکزیک              |                                |                                |
| ۲۰۱۹ جزئیات        | ایالات متحده آمریکا · کاستاریکا · جامائیکا | · مکزیک               | ۱–۰                | · ایالات متحده آمریکا | برگزار نشد                     | برگزار نشد                     | برگزار نشد                     |
| ۲۰۱۹ جزئیات        | ایالات متحده آمریکا · کاستاریکا · جامائیکا | · مکزیک               | ۱–۰                | · ایالات متحده آمریکا | هائیتی · جامائیکا              |                                |                                |
| ۲۰۲۱ جزئیات        | ایالات متحده آمریکا                        | · ایالات متحده آمریکا | ۱–۰ (و. ا)         | · مکزیک               | کانادا · قطر                   | کانادا · قطر                   | کانادا · قطر                   |
| ۲۰۲۳ جزئیات        | ایالات متحده آمریکا · کانادا               | · مکزیک               | ۱–۰                | · پاناما              | ایالات متحده آمریکا · جامائیکا | ایالات متحده آمریکا · جامائیکا | ایالات متحده آمریکا · جامائیکا |
| ۲۰۲۵ جزئیات        | ایالات متحده آمریکا · کانادا               | بعدا تعیین میشود      | بعدا تعیین میشود   | بعدا تعیین میشود      | بعدا تعیین میشود               | بعدا تعیین میشود               | بعدا تعیین میشود               |

## نتایج کشورهای قهرمان کل ادوار جام ملتهای آمریکای شمالی و کونکاکاف
| تیم                 | قهرمان                                                   | نایب قهرمان                      | سوم            | چهارم          |
| ------------------- | -------------------------------------------------------- | -------------------------------- | -------------- | -------------- |
| مکزیک               | ۹ (۱۹۹۳، ۱۹۹۶، ۱۹۹۸، ۲۰۰۳، ۲۰۰۹، ۲۰۱۱، ۲۰۱۵، ۲۰۱۹، ۲۰۲۳) | ۲ (۲۰۰۷، ۲۰۲۱)                   | ۱ (۱۹۹۱)       | —              |
| ایالات متحده آمریکا | ۷ (۱۹۹۱، ۲۰۰۲، ۲۰۰۵، ۲۰۰۷، ۲۰۱۳، ۲۰۱۷، ۲۰۲۱)             | ۵ (۱۹۹۳، ۱۹۹۸، ۲۰۰۹، ۲۰۱۱، ۲۰۱۹) | ۲ (۱۹۹۶، ۲۰۰۳) | ۱ (۲۰۱۵)       |
| کانادا              | ۱ (۲۰۰۰)                                                 | —                                | ۱ (۲۰۰۲)       | —              |
| پاناما              | —                                                        | ۳ (۲۰۰۵، ۲۰۱۳، ۲۰۲۳)             | ۱ (۲۰۱۵)       | —              |
| جامائیکا            | —                                                        | ۲ (۲۰۱۵، ۲۰۱۷)                   | ۱ (۱۹۹۳)       | ۱ (۱۹۹۸)       |
| برزیل               | —                                                        | ۲ (۱۹۹۶، ۲۰۰۳)                   | ۱ (۱۹۹۸)       | —              |
| کاستاریکا           | —                                                        | ۱ (۲۰۰۲)                         | ۱ (۱۹۹۳)       | ۲ (۱۹۹۱، ۲۰۰۳) |
| هندوراس             | —                                                        | ۱ (۱۹۹۱)                         | —              | —              |
| کلمبیا              | —                                                        | ۱ (۲۰۰۰)                         | —              | —              |
| گواتمالا            | —                                                        | —                                | —              | ۱ (۱۹۹۶)       |
| کرهٔ جنوبی           | —                                                        | —                                | —              | ۱ (۲۰۰۲)       |
| پرو                 | —                                                        | —                                | —              | —              |
| ترینیداد و توباگو   | —                                                        | —                                | —              | —              |
| جزیره گوادلوپ       | —                                                        | —                                | —              | —              |
| قطر                 | —                                                        | —                                | —              | —              |

## میزبان‌ها
| میزبانی(ها) | کشور                | سال(ها)                                                                                            |
| ----------- | ------------------- | -------------------------------------------------------------------------------------------------- |
| ۱۶          | ایالات متحده آمریکا | ۱۹۹۱، ۱۹۹۳^، ۱۹۹۶، ۱۹۹۸، ۲۰۰۰، ۲۰۰۲، ۲۰۰۳^، ۲۰۰۵، ۲۰۰۷، ۲۰۰۹، ۲۰۱۱، ۲۰۱۳، ۲۰۱۵^، ۲۰۱۷، ۲۰۱۹^، ۲۰۲۱ |
| ۲           | مکزیک               | ۱۹۹۳^، ۲۰۰۳^                                                                                       |
| ۱           | کانادا              | ۲۰۱۵^                                                                                              |
| ۱           | کاستاریکا           | ۲۰۱۹^                                                                                              |
| ۱           | جامائیکا            | ۲۰۱۹^                                                                                              |

^ میزبانی مشترک

## حضور در مسابقات
| حضور | کشور                                                               | جام طلایی | مسابقات کونکاکاف |
| ---- | ------------------------------------------------------------------ | --------- | ---------------- |
| ۱۹   | مکزیک                                                              | ۱۱        | ۸                |
| ۱۷   | گواتمالا                                                           | ۹         | ۸                |
| ۱۶   | کاستاریکا · هندوراس                                                | ۱۰        | ۶                |
| ۱۳   | ترینیداد و توباگو · السالوادور · کانادا · ایالات متحده آمریکا      | ۷ ۱۰ ۱۱   | ۶ ۳ ۲            |
| ۱۱   | هائیتی                                                             | ۴         | ۷                |
| ۱۰   | جامائیکا                                                           | ۸         | ۲                |
| ۸    | کوبا                                                               | ۶         | ۲                |
| ۶    | پاناما                                                             | ۵         | ۱                |
| ۴    | آنتیل هلند                                                         | ۰         | ۴                |
| ۳    | مارتینیک · نیکاراگوئه · برزیل^ · کلمبیا^                           | ۳ ۱ ۳     | ۰ ۲ ۰            |
| ۲    | جزیره گوادلوپ · سورینام · کرهٔ جنوبی^                               | ۲ ۰ ۲     | ۰ ۲ ۰            |
| ۱    | سنت وینسنت و گرنادین‌ها · پرو^ · اکوادور^ · آفریقای جنوبی^ · گرنادا | ۱         | ۰                |

## رده‌بندی کلی
| #  | تیم                    | ح  | بازی | پ  | ت  | ش  | گ.ز | گ.خ | امتیاز |
| -- | ---------------------- | -- | ---- | -- | -- | -- | --- | --- | ------ |
| ۱  | مکزیک                  | ۲۵ | ۱۲۳  | ۸۵ | ۲۱ | ۱۷ | ۲۷۱ | ۷۳  | ۲۷۶    |
| ۲  | آمریکا                 | ۱۹ | ۱۰۲  | ۷۵ | ۱۶ | ۱۱ | ۱۹۹ | ۶۶  | ۲۴۱    |
| ۳  | کاستاریکا              | ۲۲ | ۱۰۴  | ۴۵ | ۲۹ | ۳۰ | ۱۶۷ | ۱۰۹ | ۱۶۴    |
| ۴  | هندوراس                | ۲۲ | ۹۳   | ۳۵ | ۲۱ | ۳۷ | ۱۲۸ | ۱۱۸ | ۱۲۶    |
| ۵  | کانادا                 | ۱۹ | ۷۶   | ۳۰ | ۲۳ | ۲۳ | ۱۰۶ | ۹۳  | ۱۱۳    |
| ۶  | السالوادور             | ۱۹ | ۷۴   | ۲۲ | ۲۰ | ۳۲ | ۸۱  | ۱۰۷ | ۸۶     |
| ۷  | گواتمالا               | ۲۰ | ۷۶   | ۲۱ | ۲۲ | ۳۳ | ۸۷  | ۹۷  | ۸۵     |
| ۸  | جامائیکا               | ۱۵ | ۶۳   | ۲۳ | ۱۱ | ۲۹ | ۷۲  | ۹۹  | ۸۰     |
| ۹  | پاناما                 | ۱۲ | ۵۵   | ۱۹ | ۲۰ | ۱۶ | ۸۶  | ۶۷  | ۷۷     |
| ۱۰ | هائیتی                 | ۱۶ | ۶۴   | ۲۰ | ۱۲ | ۳۲ | ۶۳  | ۹۲  | ۷۲     |
| ۱۱ | ترینیداد و توباگو      | ۱۸ | ۶۸   | ۱۸ | ۱۷ | ۳۳ | ۸۰  | ۱۱۸ | ۷۱     |
| ۱۲ | کوراسائو               | ۶  | ۳۰   | ۸  | ۶  | ۱۶ | ۳۳  | ۶۵  | ۳۰     |
| ۱۳ | برزیل                  | ۳  | ۱۴   | ۸  | ۲  | ۴  | ۲۲  | ۹   | ۲۶     |
| ۱۴ | کوبا                   | ۱۲ | ۴۰   | ۵  | ۶  | ۲۹ | ۳۰  | ۱۲۱ | ۲۱     |
| ۱۵ | کلمبیا                 | ۳  | ۱۳   | ۵  | ۲  | ۶  | ۱۴  | ۱۷  | ۱۷     |
| ۱۶ | جزیره گوادلوپ          | ۵  | ۱۸   | ۵  | ۲  | ۱۱ | ۲۳  | ۳۱  | ۱۷     |
| ۱۷ | مارتینیک               | ۸  | ۲۳   | ۵  | ۲  | ۱۶ | ۲۶  | ۵۸  | ۱۷     |
| ۱۸ | قطر                    | ۲  | ۹    | ۴  | ۲  | ۳  | ۱۵  | ۱۳  | ۱۴     |
| ۱۹ | آفریقای جنوبی          | ۱  | ۴    | ۱  | ۳  | –  | ۷   | ۶   | ۶      |
| ۲۰ | پرو                    | ۱  | ۴    | ۱  | ۱  | ۲  | ۷   | ۷   | ۴      |
| ۲۱ | کرهٔ جنوبی              | ۲  | ۷    | –  | ۴  | ۳  | ۵   | ۹   | ۴      |
| ۲۲ | سورینام                | ۳  | ۱۲   | ۱  | ۱  | ۱۰ | ۱۱  | ۳۱  | ۴      |
| ۲۳ | برمودا                 | ۱  | ۳    | ۱  | –  | ۲  | ۴   | ۴   | ۳      |
| ۲۴ | اکوادور                | ۱  | ۲    | ۱  | –  | ۱  | ۲   | ۲   | ۳      |
| ۲۵ | گویان                  | ۱  | ۳    | –  | ۱  | ۲  | ۳   | ۹   | ۱      |
| ۲۶ | نیکاراگوئه             | ۵  | ۱۸   | –  | ۱  | ۱۷ | ۶   | ۵۰  | ۱      |
| ۲۷ | گویان فرانسه           | ۱  | ۳    | –  | –  | ۳  | ۲   | ۱۰  | –      |
| ۲۸ | سنت وینسنت و گرنادین‌ها | ۱  | ۲    | –  | –  | ۲  | –   | ۸   | –      |
| ۲۹ | بلیز                   | ۱  | ۳    | –  | –  | ۳  | ۱   | ۱۱  | –      |
| ۳۰ | سنت کیتس و نویس        | ۱  | ۳    | –  | –  | ۳  | –   | ۱۴  | –      |
| ۳۱ | گرنادا                 | ۳  | ۹    | –  | –  | ۹  | ۲   | ۳۶  | –      |

- نکته: ح (حضور)، پ (برد)، ت (مساوی)، ش (باخت) گ.ز (گل زده)، گ.خ (گل خورده)